# Olavarría
Olavarría ist eine Stadt im Osten Argentiniens. Sie liegt im Zentrum der Provinz Buenos Aires und hat 103.961 Einwohner (2001, INDEC). Die Stadt ist nach José de Olavarría, einem Helden der argentinischen Unabhängigkeit, benannt.

## Geografie
Die Stadt liegt im Kernland der landwirtschaftlich genutzten feuchten Pampa, einer flachen Grasebene. Das Klima ist gemäßigt, mit warmen Sommern und relativ milden Wintern, in denen es allerdings schneien kann.

## Geschichte
Die Stadt wurde 1867 während der Eroberung des Südens Argentiniens von den Indianern gegründet. Bis 1869 blieb hier die Hauptkommandantur der damaligen Südgrenze Argentiniens, so dass die Stadt vor allem militärische Bedeutung hatte. 1869 wurde die Kommandantur weiter nach Süden verlegt, und ab diesem Jahr begann die landwirtschaftliche Erschließung durch Italiener und ab 1878 Wolgadeutsche, die vor allem Weizen anbauten. In den 1880er-Jahren hatte die Gegend die bedeutendste Weizenproduktion des Landes. Ab Ende des 19. Jahrhunderts wurde in der Umgebung Granit gefördert, und die Stadt verwandelte sich bald in eine Industriestadt, in der die Zementindustrie dominierte.

## Wirtschaft
Heute dominiert in Olavarría eine Mischung aus Agrarindustrie (Lebensmittelverarbeitung) und der Zementindustrie. In letzterer Industrieform ist Olavarría die führende Stadt des Landes.

## Söhne und Töchter der Stadt
- Alfredo Rossi y Rossi (* 1920), Komponist
- Emilio Ogñénovich (1923–2011), römisch-katholischer Erzbischof von Mercedes-Luján
- Oscar Alem (1941–2017), Kontrabassist, Pianist und Komponist
- Mabel Mabel (* 1951), Tangosängerin
- Matías Enrique Abelairas (* 1985), Fußballspieler
- Lucas Janson (* 1994), Fußballspieler
- Federico Chingotto (* 1997), Padelspieler
- Pedro De la Vega (* 2001), Fußballspieler
- Mateo Mendía (* 2004), Fußballspieler